# 鈴木邦尚
鈴木 邦尚（すずき くになお、1951年 - ）は、日本の政治家。

## 来歴
愛知県豊山町生まれ。1974年3月、名古屋大学卒業。同年4月、名古屋市役所に入庁。市民経済局長、名古屋市代表監査委員などを歴任し、2016年6月、豊山町の副町長に就任。
2020年9月、副町長を辞職し、任期満了に伴う豊山町長選挙に立候補する意向を表明した。
同年10月18日に行われた岡崎市長選挙で、「新型コロナウイルス対策として全市民に5万円を現金給付する」ことを追加公約に掲げた新人候補が、盤石と言われた自民・立憲・公明・国民民主推薦の現職の内田康宏を大差で破り、注目を集めた。これに倣い、豊山町長選への出馬を表明していた名古屋市在住の元碧南市議会議員の角谷盛夫は、町民1人5万円の「家計支援金」と、売り上げが減った中小企業や農家などに50万円の「事業継続支援金」を配るなどの公約を掲げた。現職の服部正樹も告示日（10月27日）当日になって「町内の大学院生までの24歳以下の若者への3万円支給」を公約に付け加えた。
鈴木は、二人の給付金公約について「コロナ禍で税収減が見込まれる中、無責任な考えだ。ばらまきはやってはいけない」と批判。町長報酬の10%カットや特養ホーム・障害者グループホームの設置、治水対策や名古屋市営バス乗り入れなど、社会的基盤の整備を地道に訴えた。
同年11月1日、投開票。3人の得票数は鈴木：2,945票、服部：2,664票、角谷：405票。服部をわずか281票の差で制し、初当選した。11月20日、町長就任。
敗れた服部は11月13日、鈴木の陣営に選挙運動用ビラの違法配布など数々の選挙違反があったとして、町選挙管理委員会に選挙無効を求める異議申し出をしたが、町選管は12月14日に棄却した。
2024年11月10日、任期満了に伴う豊山町長選挙では服部との一騎打ちに。服部：3,104票、鈴木：2,444票で落選となった。

## 町政
- 2022年9月1日、性的少数者（LGBTなど）のカップルを婚姻相当とし、その未成年の子供との親子関係も自治体として認める「豊山町パートナーシップ・ファミリーシップ宣誓制度」を導入した[7]。同年10月12日、第一号となる男性カップルが鈴木から証明書を受け取った。二人は町役場で地元紙の取材に応じ、自身らの名前と写真を公表。鈴木は二人に「個を大事にする姿勢で町はいかないといけない。広めていきたい」と語った[8]。